# Агазаде, Нилуфер
Нилуфер Агазаде (азерб. Nilufər Ağazadə; род. 19 июня 2001) — азербайджанская волейболистка. Блокирующая. Игрок ЖВК «DH Volley» и сборной Азербайджана.

## Карьера
Родилась 19 июня 2001 года. Начала заниматься волейболом в 2014 году.
В 2017 году дебютировала в чемпионате Азербайджана за клуб «Гянджляр».
С 2018 по 2020 год выступала за ЖВК «Мубариз», ЖВК «Муров».
Выступала за «Азеррейл» В сезоне 2022/2023 в составе «Азеррейл» выступала в Кубке вызова ЕКВ.
С 2023 года выступала за «Абшерон».
30 мая 2025 года перешла в «DH Volley».
Участвовала в Золотой Евролиге 2021.